# Šport v Sloveniji
V športu v Sloveniji prevladujejo nogomet, košarka, karate in hokej na ledu med ekipnimi športi ter smučanje,atletika, tenis in kolesarstvo med individualni športi. Slovenija je kot samostojna država enajstkrat nastopila na Olimpijskih igrah. 

## Olimpijske igre
Slovenija je kot samostojna država enajstkrat nastopila na petih poletnih olimpijskih igrah, kjer je osvojila tri zlate, pet srebrnih in sedem bronastih medalj, ter šestih zimskih olimpijskih igrah, kjer je osvojila dve srebrni in pet bronastih medalj. 

## Ekipni športi

### Nogomet
Najmočnejše slovensko nogometno ligaško tekmovanje je Prva slovenska nogometna liga, kjer igra deset klubov, nižji ligi pa sta Druga slovenska nogometna liga in Tretja slovenska nogometna liga, vse pod okriljem Nogometne zveze Slovenije. Slovenska nogometna reprezentanca se je uvrstila na dve Svetovni prvenstvi v nogometu in eno Evropsko. Med trenutno najboljšimi slovenskimi nogometaši so Samir Handanovič, Robert Koren, Milivoje Novakovič, Zlatan Ljubijankič, Jan Oblak, Josip Iličić, Andraž Šporar in Benjamin Šeško

### Košarka
Najmočnejše slovensko košarkarsko ligaško tekmovanje je 1. A moška slovenska košarkarska liga, kjer igra trinajst klubov, pod okriljem Košarkarske zveze Slovenije. Slovenska košarkarska reprezentanca se je uvrstila na eno Svetovni prvenstvo v košarki in osem Evropskih, letos so v Helsinkih in v Istanbulu 2017 17.9 osvojili naslov Evropskih prvakov. Med trenutno najboljšimi slovenskimi košarkarji so Goran Dragič, Saša Vujačič, Zoran Dragič, Luka Dončič, Beno Udrih.

### Hokej na ledu
Najmočnejše slovensko hokejsko ligaško tekmovanje je Slovenska hokejska liga, kjer igra deset klubov, pod okriljem Hokejske zveze Slovenije. Slovenska hokejska reprezentanca se je uvrstila na pet Svetovnih prvenstev v hokeju na ledu elitne divizije. Med trenutno najboljšimi slovenskimi hokejisti so Anže Kopitar, Jan Muršak, David Rodman, Marcel Rodman, Rok Tičar, Žiga Pance in Žiga Jeglič.

## Individualni športi

### Tenis
- Grega Žemlja
- Katarina Srebotnik
- Blaž Kavčič
- Tamara Zidanšek
- Polona Hercog

### Smučanje
- Boštjan Kline
- Tina Maze
- Andrej Jerman

### Kolesarstvo
- Primož Roglič
- Tadej Pogačar
- Jan Tratnik
- Matej Mohorič

### Atletika
- Primož Kozmus
- Jolanda Čeplak
- Matic Osovnikar
- Martina Ratej
- Maruša Mišmaš